# 無現金社會

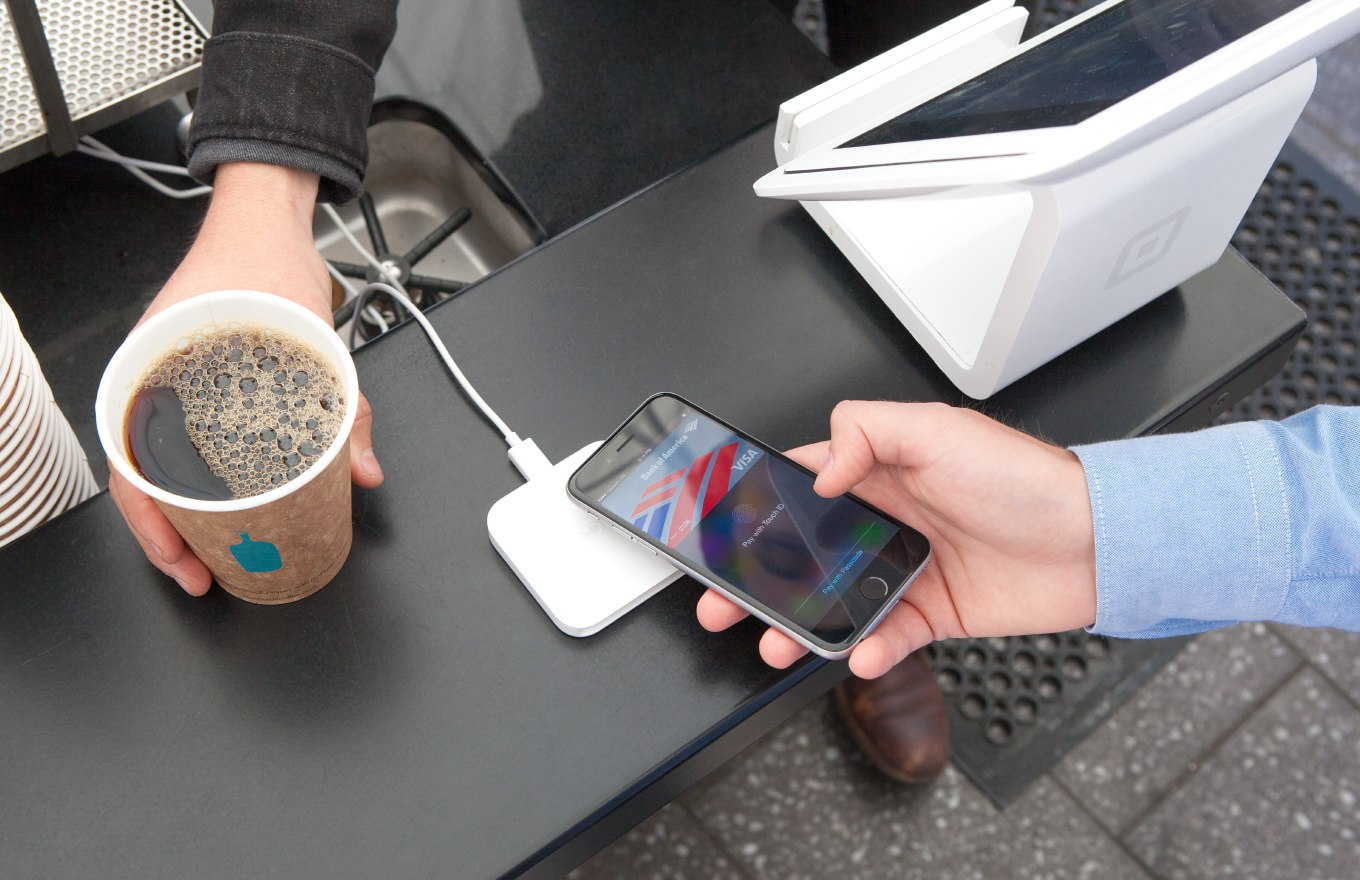
消費者使用手機上的Apple Pay應用程式和Square讀卡機支付咖啡費用

無現金社會或無現金化社會（英語：Cashless society）是一種以數位資訊進行的交易，而並非以實體紙幣或硬幣進行交易（通常是電子貨幣形式）。而無現金社會從人類社會出現的時候就存在了，基於以物易物或其他交換方式，無現金交易在現代也成為可能，舉凡信用卡、借记卡、行動支付和比特币等數位貨幣進行無現金交易等。

## 历史
使用非现金交易和结算的趋势始于1990年代的日常生活，当时电子银行服务开始流行。到了2010年代，数字支付方式在许多地區得到广泛应用，例子包括贝宝（PayPal）这样的中介机构，电子钱包系统如蘋果公司运营的Apple Pay，通过电子卡片或智能手机进行的非接触式和NFC支付，以及电子账单和电子银行服务，都在被广泛使用。于这一年代，现金变得在一些历史上极平常地以实体法偿支付的交易中极不受欢迎；在某些情况下，大额现金受到怀疑对待，因为它在洗钱和资助恐怖主义方面用途广泛和易于使用，而且受到一些供应商和零售商的主动禁止，以至于产生了“向现金宣战”的表述。据报道，在2016年，英国每7人中就有1人不再携带或使用现金。2016年美国用户消费者调研（United States User Consumer Survey Study）称，75%的受访者偏好信用卡或借记卡作为支付方式，而只有11%的受访者偏好现金支付。数字支付自Venmo和Square两家公司于2009年成立以来可通过其服务或类似的方式进行。Venmo允许个人直接向其他个人转账，而无需取用现金。Square是一项允许主要是小企业从客户那里收款的创新服务。

## 衡量标准

### 付款方式占比
| 国家和地区 | %  |
| ---------- | -- |
| 新加坡     | 61 |
| 荷兰       | 60 |
| 法国       | 59 |
| 瑞典       | 59 |
| 加拿大     | 57 |
| 比利时     | 56 |
| 英国       | 52 |
| 美国       | 45 |
| 澳大利亚   | 35 |
| 德国       | 33 |
| 韩国       | 29 |
| 西班牙     | 16 |
| 巴西       | 15 |
| 日本       | 14 |
| 中国大陆   | 10 |
| 阿联酋     | 8  |
| 台湾       | 6  |
| 意大利     | 6  |
| 南非       | 6  |
| 波兰       | 5  |
| 俄罗斯     | 4  |
| 墨西哥     | 4  |
| 希腊       | 2  |
| 哥伦比亚   | 2  |
| 印度       | 2  |
| 肯尼亚     | 2  |
| 泰国       | 2  |
| 马来西亚   | 2  |
| 沙特阿拉伯 | 1  |
| 秘鲁       | 1  |
| 埃及       | 1  |
| 印度尼西亚 | 0  |
| 尼日利亚   | 0  |

衡量一个地區有多接近成为“无现金社会”的一个常见标准是无现金支付或个人间交易的数量。例如，北欧国家的银行比大多数欧洲国家经办更多的无现金交易。流通中的现金水平在两个无现金交易衡量标准类似的国家之间可能存在很大差异。例如，丹麦流通中的现金量是瑞典的两倍以上，且最大面额钞票1000克朗的占比要高得多。
在2015－2016欧洲支付卡年鉴（European Payment Cards Yearbook 2015-16）所包括的33个国家中，每人每年的平均卡支付次数为88.4。相较之下，丹麦人每年平均进行268.6次卡支付，芬兰人平均则是243.6次，冰岛人375.5次，挪威人353.7次，瑞典人270.2次。这令北欧国家的卡支付高于欧洲国家均值2.5至4倍。——Euromonitor International

### 流通中的现金数额
尽管无现金社会得到了广泛讨论，大多数地區却正在增加货币供应。南非作为特例，其纸币供应量波动较大，而瑞典则自2007年以来大幅减少了货币供应量。 
韩国已决定于2020年结束硬币作为法偿（法定货币）的只能，届时现金零钱将仅以复数单一小面额纸币存在，即1000韩元（约合不足1美元）。
| 国家和地区 | 年均增幅 | 2011     | 2012      | 2013      | 2014      | 2015      |
| ---------- | -------- | -------- | --------- | --------- | --------- | --------- |
| 土耳其     | 12.1%    | 751      | 815       | 993       | 1,115     | 1,332     |
| 韩国       | 11.9%    | 975,301  | 1,084,361 | 1,259,466 | 1,483,891 | 1,711,506 |
| 墨西哥     | 8.0%     | 7,017    | 7,270     | 7,802     | 8,934     | 10,303    |
| 印度       | 7.9%     | ₹8,871   | ₹9,696    | ₹10,546   | ₹11,431   | ₹12,965   |
| 巴西       | 6.0%     | R$825    | R$941     | R$1,016   | R$1,091   | R$1,103   |
| 香港       | 6.0%     | 37,962   | 42,063    | 47,110    | 48,649    | 50,763    |
| 新加坡     | 5.5%     | 5,301    | 5,481     | 5,863     | 6,292     | 6,943     |
| 沙特阿拉伯 | 5.4%     | 4,928    | 5,234     | 5,547     | 5,879     | 6,407     |
| 美国       | 5.1%     | $3,453   | $3,725    | $3,926    | $4,218    | $4,433    |
| 瑞士       | 4.4%     | 7,401    | 8,091     | 8,495     | 8,622     | 9,169     |
| 俄罗斯     | 3.8%     | ₽48,284  | ₽53,598   | ₽57,942   | ₽61,523   | ₽58,270   |
| 欧元区     | 3.8%     | €2,721   | €2,787    | €2,913    | €3,089    | €3,280    |
| 澳大利亚   | 3.8%     | $2,639   | $2,739    | $2,873    | $2,999    | $3,175    |
| 加拿大     | 3.2%     | $1,937   | $1,995    | $2,058    | $2,134    | $2,271    |
| 日本       | 3.2%     | ¥692,858 | ¥715,452  | ¥744,471  | ¥769,088  | ¥811,266  |
| 英国       | 3.2%     | £913     | £948      | £968      | £1,019    | £1,067    |
| 南非       | -3.7%    | R2,137   | R3,021    | R2,253    | R2,521    | R1,765    |
| 瑞典       | -6.9%    | 10,515kr | 10,059kr  | 8,849kr   | 8,578kr   | 7,362kr   |

## 无现金社会的优势

### 降低经营风险和成本
无现金支付可以消除几种风险，包括假币（尽管被盗的卡片仍是一种风险），和针对现金的员工监守自盗、入室盗窃或抢劫。 一旦业务实现完全无现金运作，物理安全、实体现金处理（从银行提款、运输、点算）的成本也会降低，缺乏足够现金供找赎的风险也会降低。

### 交易速度
美国连锁餐厅“甜绿”（Sweetgreen）发现无现金运作的地点（顾客使用支付卡或该餐厅的手机应用）处理交易的速度快15%。

### 消除高面额纸币以减少犯罪活动
支持者所援引的无现金社会显著优势之一在于，洗钱、逃税、进行非法交易和资助非法活动的难度。许多国家已经规管、限制或禁用比特币等私人数字货币，部分是为了防范非法交易。高价值资产的存储方式亦可为房地产、古董，或大宗商品如钻石、黄金、银和铂金。 
一些人提出了一个“减少现金”体制：小面额纸币和硬币可用于日常匿名交易，但高面额纸币将被淘汰。这将使得转移大量价值所需的现金数量在物理上变得棘手，且更容易被发现。大面额钞票对假钞而言也是最有价值的。由于对纳粹伪造钞票的担忧，英国在第二次世界大战后宣布只有面值为5英镑或以下的钞票可作法偿。1969年，美国联邦政府宣布，面值超过100美元的纸币仍将是法偿（法定货币），但政府手中的所有纸币都将销毁，且今后不会再印刷此等面值的新钞。美国上一次印刷此类钞票是1945年。加拿大于2000年对1000加元钞票采取了同样的做法。瑞典在1939年和1958年印制了10,000克朗纸币，但已宣布其在1991年12月31日后无效。新加坡最近宣布，他们将不再生产10,000新元钞票。欧洲中央银行宣布，下一版的欧元纸币将不包括500欧元面值。

### 更好地收集经济数据
相比进行昂贵的定期调查和对现实世界交易抽样，从公民支出花销收集的真实数据，可以帮助设计和施行从实际数据中推理出来的政策。有了记录在案的交易，政府可以通过金融记录更好地掌握资金的流动情况，从而能够追踪黑钱和国内发生的非法交易。

### 消费者易于制定预算
随着数字支付的使用，金钱交易便记录在案。无现金支付便于跟踪支出和记录资金的流动。交易记录可以帮助公民更有效地改善他们的花费预算。

## 担忧

### 隐私
数字化的经济中，款项转移将可被追踪。交易可追踪时，金融机构即可能获得这些信息。随着这些数字痕迹的遗留，数字交易变得脆弱。此类交易令企业可根据消费者的消费模式建立其个人档案。伴随各国迈向无现金社会，数据挖掘问题也应运而生。无现金交易随某人发起支付在相关公司的数据库中留下记录，这些信息成为预测未来事件的一种方式。通过大量记录，数据挖掘允许组织机构通过数据库中的记录编制个人侧写档案。
通过全数字化，这些从交易中检索到的数据可以导致广泛性的监控，个人可以被企业和政府追踪。这些记录也可能因数据泄露被黑客获取和公之于众。

### 对无银行账户人群的排斥
实施无现金体制对某些人群形成（社会）排斥，如穷人、接近贫困的人、老年人、非法移民和年轻人。走向无现金社会的过程中，没有掌握发起数字交易的权力或知识的公民，将会被抛下。为了使用电子支付进行交易，公民需要持有一个可存放其金钱的银行账户。许多穷人没有银行账户。在美国，几乎三分之一的人口缺乏全面的基本金融服务。根据美国联邦存款保险公司（FDIC）的数据，在年收入低于15,000美元的家庭中，近25.6%没有银行账户。
对于老一辈，特别是对技术和数字应用不太熟悉的退休长者来说，他们会很难适应数字体制。新加坡即是一个例子。作为一项智慧国家（Smart Nation）行动，新加坡已在向无现金系统迈进。在新加坡，至少有50万65岁以上的老人，占新加坡总人口的14.4%。新加坡的大多数老年人仍然使用现金作为他们唯一的支付方式，而无现金支付方式的整合为他们制造了一个障碍。由于不习惯数字化支付方式，解决诸如处理遗失卡片、忘记密码以及管理开支等问题可能会给这些老人带来潜在的麻烦。

### 安全漏洞
当支付交易存储在服务器上时，它增加了黑客未经授权入侵的风险。金融网络攻击和数字犯罪在转向无现金时也形成了更大的风险。许多公司已经受害于数据泄露，包括多个支付系统。电子账户易受未经授权的访问、资金转账或购买行为的侵害。

### 中心化控制
反对者指出，一个完全无现金的系统，除可跟踪所有交易外，将令中央政府能够：
- 对每一笔个人间转账都征收交易税（英语：Financial transaction tax）[27]。
- 消除以储存现金规避负利率的手段。负利率被用于抑制储蓄（当结合禁止以物易物、禁止比特币等私营货币和禁止储存黄金等贵金属时最为有效），从而遏制通货紧缩。某些类型的资金可以设定“到期”时间，若非以特定方式或于特定时间使用，就会变得一文不值[27][28][29]。如果政府允许高通胀或允许其货币贬值，这对于现金亦可行。
- 极权主义政权可以进行更有效的大规模监控，迅速阻止某些个人购买物品或赚取金钱[30]。
- 限制可用一定数额金钱购买的特定消费品类型（父母对零用钱同理）[31]。
- 當政府沒錢時，可以直接將市民戶口內的資金轉到政府/銀行手上(中國內地銀行有業戶聲稱突然戶口被清空，銀行未有解釋原因)。

### 过度花费问题
消费者对其每日通过刷卡交易花费的金钱数额的觉察程度，不如使用钱包中预算金额内的现金支付。

## 外部連結
- 英国精算师院系无现金社会工作组 （页面存档备份，存于）